# Свети Никола Летни (Доброще)
Вижте пояснителната страница за други значения на Свети Никола.
„Свети Никола Летни“ (на македонска литературна норма: „Свети Никола Летни“) е църква в положкото село Доброще, Северна Македония, част от Тетовско-Гостиварската епархия на Македонската православна църква – Охридска архиепископия.

## Местоположение
Църквата е гробищен храм, разположен в северния дял на селото, в подножието на Шар.

## История
В непосредствена близост до църквата са развалините на средновековна еднокорабна църква, посветена на Свети Никола. Този храм е разрушен в османско време.
Андрей Стоянов, учителствал в Тетово от 1886 до 1894 година, пише за Доброще:
| „ | С. Доброще — има 61 арнаутски кѫщи и български. Въ околностьта на селото има развалини отъ стара църква, на която името било „Св. Никола“ (лѣтни), въ деня на когото едно време селенитѣ ходяли да празднуватъ и колятъ курбанъ върху развалинитѣ, но сега тѣ празднуватъ този день при църквата (св. Никола, лѣтни) на ближнето село Одри. | “ |

По-късно църквата е възстановена.